# Capoir
Capoir was volgens de legende, zoals beschreven door Geoffrey van Monmouth, koning van Brittannië. Hij werd voorgegaan door koning Pir en werd opgevolgd door zijn zoon Digueillus. Capoir regeerde van 124 v.Chr. - 119 v.Chr.